# Peter Hegemon
Peter Hegemon (auch: Peter Herzog; * 1512 in Ansbach; † 26. März 1560 in Königsberg i. Pr.) war ein deutscher lutherischer Theologe und Reformator.

## Leben
Hegemon studierte in Wittenberg Sprachen und wurde, nachdem er im Jahre 1537 den akademischen Grad eines Magisters erlangt hatte, mit Philipp Melanchthons Empfehlung nach Königsberg entsandt, um dort die Kneiphofsche Lateinschule zu übernehmen. Zehn Jahre lang nahm er dieses Amt wahr, bis mit der Errichtung des Particulars die Schule aufgelöst wurde. Jetzt wurde in ihm der Wunsch lebendig, ins Pfarramt einzutreten.
Der Herzog gewährte ihm die Bitte, nahm ihn für zwei Jahre unter seine Stipendiaten auf und schickte ihn zum Studium der Theologie nach Wittenberg. Statt zwei blieb er 4 Jahre in Wittenberg und promovierte dort am 3. Juli 1545 noch zum Lizentiaten und Doktor unter Martin Luthers Dekanat. Albrecht I. von Brandenburg-Ansbach trug auch dafür die Kosten.
Da inzwischen Johann Briesmann, durch Krankheit und Alter gehindert, die Last des Pfarramtes nicht mehr tragen konnte, wurde Hegemon zu seinem Nachfolger gewählt. „Der fromme, ehrliche Biedermann“ wird er hier genannt. Außer dem Dompfarramt übernahm er 1547 auch eine außerordentliche Professur an der neu gegründeten Universität und las dort zweistündig. Nach wenigen Jahren (1550), als Joachim Mörlin nach Königsberg kam, trat er ihm die Dompfarrstelle ab und übernahm selbst die Löbenichsche.
Hegemon war verheiratet und hatte mehrere Kinder. Er muss in der Öffentlichkeit nicht nur ein gutes Ansehen genossen, sondern auch Geschick bei Verhandlungen gezeigt haben, da ihn Herzog Albrecht am 28. Oktober 1550 zu seinem Rat ernannte. Seiner theologischen Stellung nach war er treuer Gnesiolutheraner, lehnte daher das Augsburger Interim bedenkenlos ab und gehörte auch zu Andreas Osianders Gegnern.
Johann Wigand, der ihn noch in Königsberg gekannt und seine Vita beschrieben hat, bezeichnet ihn als schlichten und geraden Mann, der in klarer und unverfälschter Weise die Wittenberger Theologie vortrug. Neben dem ersten Theologieprofessor Friedrich Staphylus, der bald abfiel, war er der zweite, sicher aber der gediegenere. Der Herzog legte Wert darauf, dass eine Verbindung des Pfarramtes und des akademischen Amtes in Königsberg durchgeführt wurde, und dieser Weg musste schon aus dem Grunde beschritten werden, weil es schwer war, gute Gelehrte für Königsberg zu gewinnen.